# Patrícia Melo
Pour les articles homonymes, voir Melo (homonymie).
Patrícia Melo, née le 2 octobre 1962 à Rio de Janeiro, est une femme de lettres brésilienne, autrice de romans policiers.

## Biographie
Elle amorce sa carrière d'écrivaine dès l'âge de 18 ans en rédigeant des textes pour la télévision brésilienne. À partir de 1993, elle signe des épisodes du feuilleton A Banquira do povo et de quelques adaptations pour des téléfilms, notamment de Élémentaire, ma chère Sarah (O Xango de Baker Street) de Jô Soares.
En 1994, elle se lance dans le roman policier avec Acqua Toffana, où une jeune femme névrosée dénonce son mari à la police, l'accusant d'être un tueur en série. Dans O Matador : le tueur (O Matatdor, 1995), le récit offre, par l'entremise d'un paumé d'un quartier populaire de São Paulo et grand consommateur de drogue, d'alcool et de sexe, un « tableau sans concession de la violence urbaine brésilienne ». La violence est d'ailleurs très souvent présente dans les œuvres de l'écrivaine, notamment dans Enfer (Inferno, 2000), qui raconte, de façon très réaliste, l'ascension et la chute d'un caïd de la drogue dans une favela de Rio de Janeiro.
Patrícia Melo est l'épouse du chef d'orchestre John Neschling.

## Publications

### Romans
- Acqua-toffana, Actes Sud, coll. « Lettres latino-américaines », 2003 ((pt) Acqua Toffana, 1994), trad. Sofia Laznik-Galves, 174 p.  (ISBN 2-7427-4237-9)
- O Matador : le tueur, Albin Michel, coll. « Les Grandes traductions », 1996 ((pt) O Matador, 1995), trad. Cécile Tricoire, 296 p.  (ISBN 2-226-08710-9)
- Éloge du mensonge, Actes Sud, coll. « Lettres latino-américaines », 2000 ((pt) Elogio da Mentira, 1998), trad. Marie M. Abdali, 238 p.  (ISBN 2-7427-2733-7)
- Enfer, Actes Sud, coll. « Lettres latino-américaines », 2001 ((pt) Inferno, 2000), trad. Sofia Laznik-Galves, 398 p.  (ISBN 2-7427-3412-0)
- Le diable danse avec moi, Actes Sud, coll. « Lettres latino-américaines », 2005 ((pt) Valsa Negra, 2003), trad. Sofia Laznik-Galves, 253 p.  (ISBN 2-7427-5533-0)
- Monde perdu, Actes Sud, coll. « Lettres latino-américaines », 2008 ((pt) Mundo Perdido, 2006), trad. Sébastien Roy, 206 p.  (ISBN 978-2-7427-7584-2)
- (pt) Jonas, o Copromanta, 2008
- Le Voleur de cadavres, Actes Sud, coll. « Actes noirs », 2012 ((pt) Ladrão de Cadáveres, 2010), trad. Sébastien Roy, 224 p.  (ISBN 978-2-330-01243-4)
- (pt) Escrevendo no escuro, 2011
- Feu follet, Actes Sud, coll. « Actes noirs », 2017 ((pt) Fogo-fátuo, 2014), trad. Vitalie Lemerre et Eliana Machado, 336 p.  (ISBN 978-2-330-08685-5)
- (pt) Gog Magog, 2017
- Celles qu'on tue, Buchet-Chastel, 2023 ((pt) Mulheres empilhadas, 2019), trad. Élodie Dupau

### Théâtre
- (pt) Duas Mulheres e um Cadáver, 2000
- (pt) A Caixa, 2003
- (pt) O Rim, 2006
- (pt) A Ordem do Mundo, 2008

## Sources
: document utilisé comme source pour la rédaction de cet article.
- Claude Mesplède (dir.), Dictionnaire des littératures policières, vol. 2 : J - Z, Nantes, Joseph K, coll. « Temps noir », 2007, 1086 p. (ISBN 978-2-910-68645-1, OCLC 315873361), p. 345.